# حوزه اندالگالا
حوزه اندالگالا (به اسپانیایی: Andalgalá Department) یک سکونتگاه مسکونی در آرژانتین است که در ایالت کاتامارکا واقع شده‌است.